# Tim DeLaughter
Tim DeLaughter (Dallas, Texas, 18 de noviembre de 1965) es el líder de las bandas Tripping Daisy , The Polyphonic Spree y Preteen Zenith.
En la 61.ª edición de los premios Emmy de Primetime Creative Arts , DeLaughter fue nominado a Mejor tema musical original principal por su trabajo en la serie de televisión United States of Tara.

## Biografía
De adolescente, DeLaughter tocó en varias bandas de Duncanville como baterista. Sin embargo, no se le daba bien tocar el instrumento y comenzó a aprender por su cuenta a cantar y tocar la guitarra.
Formó Tripping Daisy en 1990, que se disolvió en 1999 tras la muerte del guitarrista Wes Berggren. Al año siguiente, DeLaughter formó The Polyphonic Spree. Él y otros miembros de Tripping Daisy y The Polyphonic Spree formaron Preteen Zenith en 2011.
Antes de la formación de The Polyphonic Spree, DeLaughter fundó la discográfica Good Records, con sede en Lower Greenville en Dallas. Desde 2001, DeLaughter ha realizado numerosas giras con su nueva banda, y ha colaborado con bandas como Stereolab, Death in Vegas, Peter Gabriel y David Bowie. Compuso la música para la película, Thumbsucker. La banda sonora de esa película fue lanzada el 13 de septiembre de 2005.
Fue influenciado fuertemente por la muerte del guitarrista principal de Tripping Daisy, Wes Berggren. A pesar de que se planteó algo religioso, DeLaughter, dice:
Comence a encontrar la religión en otras cosas que nada tenían que ver con la iglesia – Me vincule de lleno en el medio ambiente, más que nada, con la naturaleza. He descubierto que mi prosperidad es a través del crecimiento del medio ambiente, los árboles y cosas así. Es extraño, –  yo veo, como crece un pequeño parche de hierba en el asfalto y los coches van sobre él todos los días. Todos lo hemos visto, y es el peor ambiente para que crezca algo, pero el parche de hierba que crece allí en el medio del asfalto con los coches rodando sobre él de alguna manera hace una enorme sentido para mí. Así que encontrar una gran cantidad de la religión es eso también. Es un camino interesante por el que he transitado, pero estoy de nuevo aquí, sabes, ahí renace mi esperanza. Creo que estamos todos en el mismo lugar, es solo una manera diferente de ver las cosas.
DeLaughter compuso el tema principal de la serie United States of Tara estrenada en 2009, en Showtime.
DeLaughter también colaboró en la banda sonora para la película Visioneers, de 2008.
El 10 de octubre de 2010, surgieron rumores sobre el Foro de Polyphonic Spree sobre la participación de Tim en un nuevo proyecto paralelo. Los detalles son desconocidos hasta el momento.
DeLaughter está casado con Julie Doyle, uno de los cantantes de respaldo de The Polyphonic Spree. Ellos tienen cuatro hijos.